# Vua La Mã Đức

Huy hiệu của Joseph II, vị Quốc vương của người La Mã cuối cùng được biết đến.

Vua của người La Mã (tiếng Latinh: Romanorum Rex), hay Vua La Mã Đức (tiếng Đức: Römisch-deutscher König), là danh hiệu dành cho người cai trị Đế quốc La Mã Thần thánh sau khi người này được bầu đảm nhận chức trách bởi các Tuyển hầu tước của Đế quốc. Danh hiệu này là điều đảm bảo cho vị quân chủ được chọn có thể trở thành Hoàng đế La Mã Thần thánh, một danh hiệu mà trong thời Trung Cổ mang cả khía cạnh tôn giáo và phụ thuộc vào sự đăng quang bởi Giáo hoàng.
Ban đầu, danh hiệu này để chỉ bất kỳ người cai trị của Đế quốc khi chưa được Giáo hoàng tấn phong; danh hiệu này về sau để chỉ người thừa kế chính thức (như Hoàng thái tử ở thế giới Đông Á) đối với ngai vàng của Đế quốc trong giai đoạn giữa cuộc bầu cử ông ta (diễn ra lúc Hoàng đế trước còn tại vị) cho đến lúc đăng quang sau cái chết của vị Hoàng đế tiền nhiệm.

## Các vị vua cai trị Đế quốc

### Lịch sử và cách dùng
Kể từ sự đăng quang của Charlemagne vào Giáng Sinh năm 800, mặc nhiên xuất hiện một chức vị Hoàng đế được xem là cao hơn tất cả các nhà cai trị trên toàn Tây Âu. Người ta thừa nhận một quy tắc rằng, chức vị này không thể tách rời khỏi vai trò người bảo vệ Giáo hội Công giáo và mang tính thiêng liêng bởi sự tấn phong của Giáo hoàng, và do đó việc đăng quang ở Roma là bắt buộc để nhận danh hiệu hoàng đế. Tuy nhiên, thật khó khăn để cho một vị vua được bầu lên làm Hoàng đế có để tới Roma ngay lập tức để đăng quang. Giữa việc đắc cử và đăng quang có thể kéo dài vài năm; thậm chí vài vị vua chưa bao giờ đến được Roma cả.
Do đó cần một danh hiệu nào đó cho vị vua trong những năm trống đó, thích hợp cho vị thế của vị vua được bầu cũng như đảm bảo cho ông sẽ được bầu làm Hoàng đế trong tương lai, trong khi không vi phạm nguyên tắc Giáo hoàng tấn phong. Danh hiệu Quốc vương của người La Mã (Romanorum Rex) đôi khi được sử dụng bởi các quân chủ nhà Otto và đặc biệt bởi Hoàng đế Heinrich II để nhấn mạnh sự kế thừa Đế quốc La Mã thời cổ đại của Thánh chế La Mã, điều này luôn bị Đế chế Byzantine từ chối thừa nhận.
Quốc vương của người La Mã trở thành danh hiệu chính thức trong thời kỳ 1056-1084, khi Hoàng đế Heinrich IV, được bầu thành người cai trị Đế quốc, và Giáo hoàng Grêgôriô VII áp đặt danh hiệu Quốc vương của người Đức (Teutonicorum Rex) để nhắc nhở rằng quyền lực của Heinrich chỉ có tính chất địa phương mà không bao trùm Đế quốc. Để đáp lại, Heinrich bắt đầu thường xuyên sử dụng Vương hiệu Romanorum Rex cho tới lúc đăng quang năm 1084. Những người kế vị về sau tiếp nối cách thức này.

### Tiến trình kế ngôi

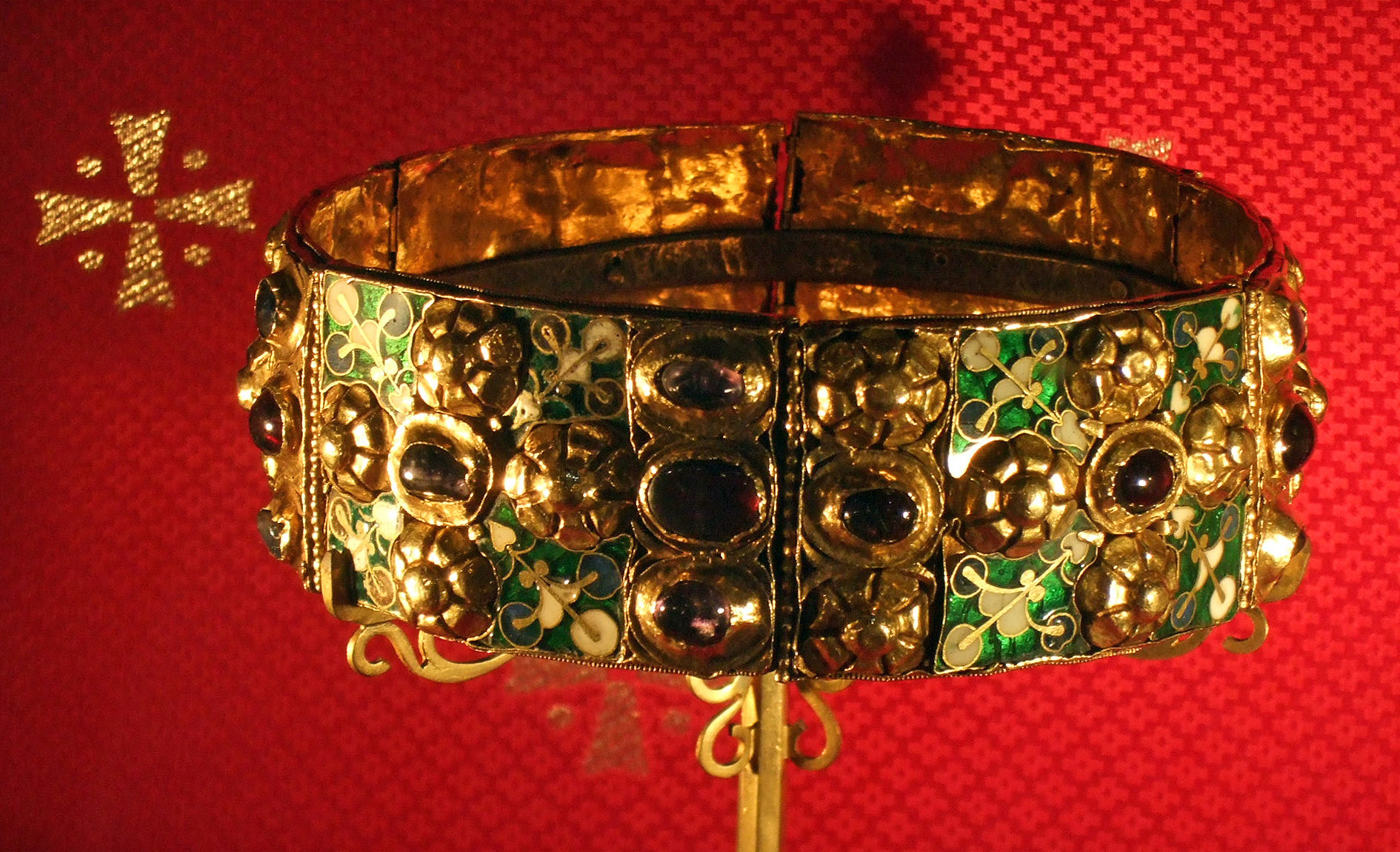
Vương miện sắt của Lombardy.

Ứng viên là những người đứng đầu các Đại công quốc ở Đức, nhưng về sau nguyên tắc này bị giảm trừ (đã có các vương hầu ở các lãnh địa nhỏ và kể cả người nước ngoài đã từng đắc cử), chỉ còn lại điều kiện phải là đàn ông trưởng thành, theo Công giáo chính thống, và không nắm giữ chức vụ tôn giáo.
Ngôi vị được bầu bởi một hội đồng quý tộc Đức, được gọi là Tuyển hầu tước. Cuộc bầu chọn thông thường diễn ra ở Frankfurt. Vị tân vương đăng quang là Quốc vương của người La Mã sau đó ở Aachen.
Theo nghi thức, nhà vua có thể băng qua dãy Anpơ, tới Pavia hoặc Milan để nhận Vương miện Sắt của Lombardy để trở thành Quốc vương nước Ý. Cuối cùng, vị vua đó cần tới Roma được tuyên bố là Hoàng đế bởi Giáo hoàng. Không phải tất cả các Quốc vương của người La Mã đều tiến hành các bước trên, đôi khi bởi vì quan hệ thù nghịch với Giáo hoàng đương thời, khi khác vì gánh nặng tài chính cho một chuyến đi Roma, hoặc tình trạng chiến tranh ở Đức hoặc Italia ngăn cản điều đó. Trong những trường hợp như vậy, nhà vua giữ danh hiệu Quốc vương của người La Mã trong suốt thời trị vì của mình.

### Thay đổi
Danh hiệu Quốc vương của người La Mã không còn dùng để chỉ người đứng đầu Đế quốc kể từ năm 1507, khi sau một dự định đi tới Roma bất thành, Hoàng đế Maximilian I được Giáo hoàng trao cho danh hiệu "Hoàng đế được bầu của người La Mã" (Electus Romanorum Imperator). Maximilian cũng nhân dịp này tự xưng danh hiệu mới, Quốc vương nước Đức (King in Germany; Germaniae Rex) nhưng không bao giờ dùng như danh hiệu chính.
Các nhà cai trị Đế quốc từ đó tự gọi mình là Hoàng đế mà không cần phải đi tới Roma hay xin sự ủng hộ của Giáo hoàng, ngay khi họ đăng quang ở Đức hay ngay sau Hoàng đế tiền nhiệm băng hà. Chỉ có một vị duy nhất, Charles Quint là được Giáo hoàng tấn phong.

### Danh sách
Dưới đây là những vị Quốc vương của người La Mã đã cai trị Đế quốc mà không dưới quyền một ai cả, nhưng chưa được đăng quang là Hoàng đế.
| Nhà vua              | Trở thành Vua     | Ngừng làm vua      | Ngừng làm vua                     | Khác                                                                      |
| Nhà vua              | Trở thành Vua     | Ngày               | Lý do                             | Khác                                                                      |
| -------------------- | ----------------- | ------------------ | --------------------------------- | ------------------------------------------------------------------------- |
| Otto III             | 983               | 996                | đã đăng quang Hoàng đế            |                                                                           |
| Heinrich II          | 1002              | 1014               | đã đăng quang Hoàng đế            |                                                                           |
| Konrad II            | 1024              | 1027               | đã đăng quang Hoàng đế            |                                                                           |
| Heinrich III         | 1039              | 1046               | đã đăng quang Hoàng đế            |                                                                           |
| Heinrich IV          | 1056              | 1084               | đã đăng quang Hoàng đế            |                                                                           |
| Rudolf               | 25 Tháng Năm 1077 | 15 Oct 1080        | chết                              | Vua đối lập                                                               |
| Hermann              | 6 tháng Tám 1081  | 28 tháng Chín 1088 | chết                              | Vua đối lập                                                               |
| Heinrich V           | 1105              | 1106               |                                   | đối lập với Heinrich IV                                                   |
| Heinrich V           | 1106              | 1111               | đã đăng quang Hoàng đế            |                                                                           |
| Lothair III          | 1125              | 1133               | đã đăng quang Hoàng đế            |                                                                           |
| Konrad III           | 1127              | 1135               |                                   | đối lập với Lothair                                                       |
| Konrad III           | 1138              | 1152               | chết                              |                                                                           |
| Frederick I          | 1152              | 1155               | đã đăng quang Hoàng đế            |                                                                           |
| Heinrich VI          | 1190              | 1191               | đã đăng quang Hoàng đế            |                                                                           |
| Frederick II         | 1197              | 1197               | thoái vị                          |                                                                           |
| Philip               | 1198              | 1208               | chết                              |                                                                           |
| Otto IV              | 1198              | 1208               |                                   | đối lập với Philip                                                        |
| Otto IV              | 1208              | 1209               | đã đăng quang Hoàng đế            |                                                                           |
| Frederick II         | 1212              | 1220               | đã đăng quang Hoàng đế            |                                                                           |
| Heinrich Raspe       | 22 Tháng Năm 1246 | 16 Tháng Hai 1247  | chết                              | Vua đối lập                                                               |
| William của Holland  | 1247              | 28 Tháng Một 1256  | chết                              | Vua đối lập                                                               |
| Konrad IV            | 1250              | 1254               | chết                              |                                                                           |
| Richard của Cornwall | 1257              | 1272               |                                   | chưa bao giờ là người cai trị thực sự của Đức                             |
| Alfonso của Castile  | 1257              | 1275               |                                   | Vua đối lập với người trên, chưa bao giờ là người cai trị thực sự của Đức |
| Rudolph I            | 1273              | 1291               | chết                              |                                                                           |
| Adolph               | 1292              | 1298               | bị phế truất và bị giết           |                                                                           |
| Albert I             | 1298              | 1308               | chết                              |                                                                           |
| Heinrich VII         | 1308              | 1312               | đã đăng quang Hoàng đế            |                                                                           |
| Frederick Công bằng  | 1314              | 1322               |                                   | đối lập với Louis IV                                                      |
| Frederick Công bằng  | 1326              | 1330               |                                   | đồng thời với Louis IV                                                    |
| Louis IV             | 1314              | 1328               | đã đăng quang Hoàng đế            |                                                                           |
| Karl IV              | 1346              | 1347               |                                   | đối lập với Louis V                                                       |
| Karl IV              | 1347              | 1355               | đã đăng quang Hoàng đế            |                                                                           |
| Wenceslaus           | 1378              | 1400               | bị phế truất                      |                                                                           |
| Rupert               | 1400              | 1410               | chết                              |                                                                           |
| Jobst của Moravia    | 1410              | 1411               | chết                              | đối lập với Sigismund                                                     |
| Sigismund            | 1410              | 1411               | bầu lần hai                       | đối lập với Jobst                                                         |
| Sigismund            | 1411              | 1433               | đã đăng quang Hoàng đế            |                                                                           |
| Albert II            | 1438              | 1439               | chết                              |                                                                           |
| Frederick III        | 1440              | 1452               | đã đăng quang Hoàng đế            |                                                                           |
| Maximilian I         | 1493              | 1508               | được thừa nhận danh hiệu Hoàng đế |                                                                           |

## Người thừa kế được chỉ định
Đế quốc La Mã Thần thánh là một nền quân chủ bầu cử. Không ai có quyền hợp pháp để kế vị nếu đơn thuần chỉ vì có họ hàng với Hoàng đế đương thời. Tuy nhiên, các Hoàng đế có thể, và họ thường làm vậy, chọn một người thân (thường là con trai) được bầu để kế vị sau khi họ mất. Người thừa kế chính thức này mang danh hiệu "Quốc vương của người La Mã" (King of the Romans)
Cuộc bầu cử diễn ra theo đúng hình thức bầu cử người tiền nhiệm (và là Hoàng đế tại vị), và về mặt lý thuyết điều này có nghĩa là cả hai người là những nhà cai trị ngang hàng đồng thời của Đế quốc. Tuy nhiên trong thực tế, quyền quản lý thực sự luôn nằm trong tay Hoàng đế, nhiều lắm chỉ một số trách nhiệm nào đó được ủy thác cho người thừa kế.

### Danh sách
Dưới đây là các vị Quốc vương của người La Mã nằm dưới quyền một Hoàng đế La Mã Thần thánh:
| Tên               | Ngày lên ngôi          | Ngày thôi chức         | Lý do                                                                                                 | Họ hàng  | Hoàng đế đang trị vì |
| ----------------- | ---------------------- | ---------------------- | --- | -------- | -------------------- |
| Otto II           | 961                    | 7 Tháng Năm 973        | thừa kế ngôi vua (Hoàng đế năm 967)                                                                   | con trai | Otto I               |
| Heinrich III      | 1028                   | 4 Tháng Sáu 1039       | thừa kế ngôi vua (Hoàng đế năm 1046)                                                                  | con trai | Konrad II            |
| Heinrich IV       | 1053                   | 5 Tháng Mười 1056      | thừa kế ngôi vua (Hoàng đế năm 1084)                                                                  | con trai | Heinrich III         |
| Konrad            | 1087                   | Tháng Tư 1098          | bị phế truất                                                                                          | con trai | Heinrich IV          |
| Heinrich V        | 6 Tháng Một 1099       | 1105                   | thừa kế ngôi vua (Hoàng đế năm 1111)                                                                  | con trai | Heinrich IV          |
| Heinrich Berengar | 30 Tháng Ba 1147       | 1150                   | chết                                                                                                  | con trai | Konrad III           |
| Heinrich VI       | 1169                   | 10 Tháng Sáu 1190      | thừa kế ngôi vua (Hoàng đế năm 1191)                                                                  | con trai | Frederick I          |
| Frederick II      | 1196                   | 28 Tháng Chín 1197     | kế vị và thoái vị (chuyển sang nhiếp chính) 1197 Vua được bầu (với sự đối lập) 1212 Hoàng đế năm 1220 | con trai | Heinrich VI          |
| Heinrich (VII)    | 1220                   | 4 Tháng Bảy 1235       | bị phế truất                                                                                          | con trai | Frederick II         |
| Konrad IV         | 1237                   | 13 Tháng Mười hai 1250 | thừa kế ngôi vua                                                                                      | con trai | Frederick II         |
| Wenceslaus        | 10 Tháng Sáu 1376      | 29 Tháng Mười một 1378 | thừa kế ngôi vua                                                                                      | con trai | Karl IV              |
| Maximilian I      | 16 Tháng Hai 1486      | 19 Tháng Tám 1493      | thừa kế ngôi vua (Hoàng đế năm 1508)                                                                  | con trai | Frederick III        |
| Ferdinand I       | 5 Tháng Một 1531       | 3 Tháng Năm 1558       | thừa kế ngôi Hoàng đế                                                                                 | em trai  | Karl V               |
| Maximilian II     | 28 Tháng Mười một 1562 | 25 Tháng Bảy 1564      | thừa kế ngôi Hoàng đế                                                                                 | con trai | Ferdinand I          |
| Rudolph II        | 27 Tháng Mười 1575     | 12 Tháng Mười 1576     | thừa kế ngôi Hoàng đế                                                                                 | con trai | Maximilian II        |
| Ferdinand III     | 22 Tháng Mười hai 1636 | 15 Tháng Hai 1637      | thừa kế ngôi Hoàng đế                                                                                 | con trai | Ferdinand II         |
| Ferdinand IV      | 31 Tháng Năm 1653      | 9 Tháng Bảy 1654       | chết                                                                                                  | con trai | Ferdinand III        |
| Joseph I          | 23 Tháng Một 1690      | 5 Tháng Năm 1705       | thừa kế ngôi Hoàng đế                                                                                 | con trai | Leopold I            |
| Joseph II         | 27 Tháng Ba 1764       | 18 Tháng Tám 1765      | thừa kế ngôi Hoàng đế                                                                                 | con trai | Franz I              |

## Đế chế thứ nhất của Pháp
Khi Napoleon I có con trai và người thừa kế, Napoleon II, ông đã phục hồi danh hiệu Vua Roma và đặt cho con mình. Đứa trẻ thường được biết đến một cách thông tục bằng danh hiệu đó suốt cuộc đời ngắn ngủi của mình, dù sau 1815 cậu ta thường mang danh hiệu Công tước của Reichstadt.

## Chú giải
1. ↑  Một nhà vua trẻ thường được chọn bởi nhà cai trị mang danh hiệu Hoàng đế. Chỉ có một trường hợp hy hữu trong những năm 1147-1150 khi có hai "Vua của người La Mã" (Vua Konrad III và người thừa kế với cùng danh hiệu, Heinrich Berengar). Từ thế kỷ 16 trở đi, nhà cai trị mang danh "Hoàng đế" từ lúc lên ngôi hay kế vị; "Vua của người La Mã" chỉ còn là danh hiệu của duy nhất người thừa kế chính thức.